# Шели Хениг
Шели Катрин Хениг (на английски: Shelley Catherine Hennig) е американска актриса и модел.

## Живот и кариера

### Ранни години
Хениг е родена на 2 януари 1987 г. в Сент Роуз, Луизиана, като по-късно се мести в Дестреан, Луизиана.
През ноември 2003, Хениг е коронована за „Мис Луизиана САЩ 2004“. По-късно същата година, тя представя щата си на „Мис Тийн САЩ 2004“ и взима короната. По време на „царуването си“, тя работи в редица организации, като част от тях включват: Seeds of Peace, D.A.R.E., Sparrow Clubs и SHiNE.

### Образование
Шели посещава училището в Дестреан, където е отлична ученичка. Тя е успешна танцьорка,  печелила много награди от танцови състезания. Също пише, и две от поемите ѝ са публикувани в книга за поезията от млади автори.
През 2001 г. по-големият брат на Шели е убит в инцидент, причинен от пиян шофьор тийнейджър. От тогава тя става активист против пиенето на алкохол от непълнолетни. Ментор е на връстници, като ги образова относно последиците от взимане на наркотици и употребата на алкохол, с помощта на Съвета на злоупотребата с алкохол и наркотици (CADA) – местна организация в Луизиана.

### Филмова кариера
Хениг изпълнява поддържащата роля на Стефани Джонсън в дълголетната сапунена опера на NBC „Дните на нашия живот“ в периода 2007 – 2011. Нейният 465-епизодов опит ѝ донася няколко номинации за награди „Еми“ (една през 2010 и една през 2012). В интервю за сп. Пейджънтри, тя заявява, че счита „престоят“ си в сапунката като нейно училище по актьорско майсторство.
В периода 2011 – 2012 Хениг участва като Диана Мийд в „Тайният кръг“. През 2012 е обявено, че няма да има втори сезон. Малко след това тя се появява в MTV сериите „Зак Стоун ще бъде известен“ като Кристи. През 2013 се разбира, че и това шоу няма да има втори сезон.
Шели участва в „Тийн вълк“ с ролята си на Малия Тейт и се включва от четвъртия сезон. През 2014 има роля и във филмите „Уиджа“ и „Без приятели“.